# William Collins (malarz)

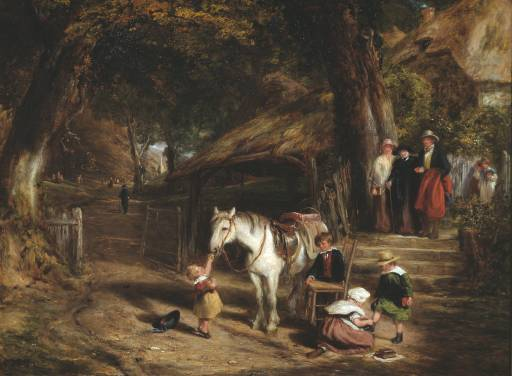
Niedzielny poranek, ok. 1836

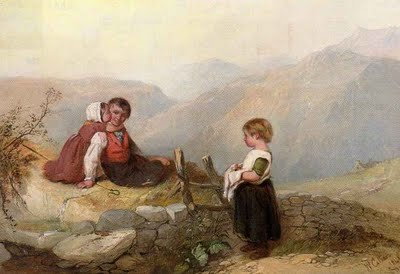
Dzieci na szczycie góry, przed 1847

William Collins (ur. 8 września 1788 w Londynie, zm. 17 lutego 1847 tamże) – angielski malarz, ojciec powieściopisarza Wilkie Collinsa i malarza Charlesa Allstona Collinsa.
Był uczniem przyjaciela ojca, artysty specjalizującego się w malowaniu scen wiejskich George’a Morlanda. Naukę kontynuował od 1807 w londyńskiej Royal Academy Schools. Sławę i powodzenie przyniosły mu wiejskie sceny rodzajowe, weduty i nostalgiczne pejzaże. W 1814 został członkiem stowarzyszonym Royal Academy, a cztery lata później uzyskał pełne członkostwo. Był wieloletnim przyjacielem szkockiego malarza Davida Wilkie, który został ojcem chrzestnym jego starszego syna. Artysta wiele podróżował, odwiedził m.in. Francję, Holandię, Belgię, Niemcy i Włochy, był również na Szetlandach. Zmarł w 1847 w Londynie z powodu zaawansowanej choroby serca. Rok po śmierci malarza jego syn Wilkie Collins wydał biografię ojca Memoris of the Life William Collins.
William Collins w latach 1807–1846 wystawił 124 obrazy w Royal Academy i 45 w British Institution. Większość jego prac znajduje się w zbiorach brytyjskich m.in. w Royal Academy of Arts Collection, Royal Collection i Tate Britain.